# نورسر
نورسر، روستایی است از توابع بخش مرکزی شهرستان چالوس در استان مازندران ایران.

## پیشینه
رابینو از مکانی با نام نورودسر یاد کرده است که بین هچی‌رود و نمکاب‌رود قرار داشت که امروزه نورسر خوانده می‌شود.

## مردم‌شناسی

### جمعیت
این روستا در دهستان کلارستاق غربی قرار دارد و براساس سرشماری مرکز آمار ایران در سال ۱۳۸۵، جمعیت آن ۸۶۵ نفر (۲۴۲خانوار) بوده‌ است. مردم نورسر از قومیت طبری هستند.

### زبان
مردم نورسر به زبان طبری با گویش کلارستاقی سخن می‌گویند.
گویش مردم نورسر به گویش طبری کلاردشت و طالقان شباهت دارد.

## هم جواری
این روستا از شمال به دریای خزر و از جنوب به روستای سنگ‌وارث و از شرق به شهر هچیرود و از غرب به کیاکلا ختم می‌شود.

## جستار های وابسته
- چالوس
- کلاردشت